# Phare des Isles of Shoals
Le phare de Islesof Shoals (en anglais : Isles of Shoals Light) est un phare actif situé sur White Island, une des Isles of Shoals, dans le comté de Rockingham de l'État du New Hampshire, aux USA.

## Histoire
Le capitaine Samuel Haley commença à allumer une lanterne en 1790, mais le premier phare ne fut construit qu'en 1821, à la suite du naufrage du Sagunte en 1813. Après sa défaite au poste de gouverneur du New Hampshire en 1839, Thomas B. Laighton devint gardien de la lumière. Cinq ans plus tôt, il avait acheté aux capitaines Haley les îles Appledore, Smuttynose, Malaga et Cedar. Laighton a plus tard construit un hôtel sur Smuttynose.
Le phare a été reconstruit pendant la guerre de Sécession avec des murs en granit. Il a été automatisé en 1987, mais est tombé en ruine et a été sauvé par les efforts de The Lighthouse Kids , un groupe d’écoliers qui ont fait pression sur le gouvernement fédéral du New Hampshire pour qu’il verse 125.000 $ pour réparer le bâtiment.
Le phare a été gravement endommagé lors de la tempête du jour des Patriotes le 17 avril 2007. Des vagues ont balayé complètement l'île, détruisant les panneaux solaires, la corne de brume et la promenade couverte entre le phare et la maison du gardien. En 2008, les garde-côtes ont installé l'une des premières unités d'éclairage à LED VLB-44 aux États-Unis. La passerelle a été remplacée en 2011
La station comprend également une station météorologique automatique NOAA C-MAN.

## Description
Ce phare  est une tour cylindrique en pierre, avec une galerie et une lanterne de 17,5 m de haut. La tour est peinte en blanc et la lanterne est noire. Il émet, à une hauteur focale de 25 m, un éclat blanc par période de 15 secondes. Sa portée est de 14 milles nautiques (environ 26 km).
Il est aussi équipé d'une corne de brume électrique émettant un blast toutes les 30 secondes.
Identifiant : ARLHS : USA-406 ; USCG : 1-0235 - Amirauté : J0246 .

### Lien connexe
- Liste des phares du New Hampshire